# Jean-Frédéric de Wurtemberg
Pour les articles homonymes, voir Jean Ier.
Jean-Frédéric de Wurtemberg, né à Montbéliard le 5 mai 1582, décédé à Hoheim le 18 juillet 1628, est comte de Montbéliard de 1608 à 1617 et duc de Wurtemberg de 1608 à 1628 sous le nom de Jean Ier de Wurtemberg.

## Biographie
Jean-Frédéric de Wurtemberg est le fils aîné de Frédéric Ier de Wurtemberg et de Sibylle d'Anhalt. Il nait le 5 mai 1582 au château de Montbéliard, mais sa famille et lui déménagent à Stuttgart lorsqu'il a quatre ans.

### Duc de Wurtemberg
Au décès de son père en 1608, il lui succède tant à la tête du duché de Wurtemberg qu'à celle de la principauté de Montbéliard. Du Wurtemberg où il réside, il confirme les Franchises aux bourgeois de Montbéliard.
Le 5 novembre 1609, il épouse à Stuttgart, la princesse Barbara-Sophie de Brandebourg, fille de Joachim-Frédéric, électeur de Brandebourg (Maison de Hohenzollern). À l'occasion de son mariage, il fait transformer le château d'Urach qui a depuis lors l'une des plus belles salles des fêtes de style Renaissance d'Allemagne.
En mai 1608, les princes protestants quittent la diète d'Empire et se réunissent à Anhausen, près de Nördlingen, pour former l'Union protestante. Les négociations ont déjà été menées par son père après l'occupation de la ville libre de Donauwörth par les troupes impériales l'année précédente. L'Union est dissoute en 1621, peu après le début de la Guerre de Trente Ans.
Le duc Jean-Frédéric promet alors sa fidélité à l'Empereur. Après la bataille de Wimpfen du 26 avril 1622 dans laquelle le comte Georges Frédéric de Bade-Durlach est battu par Tilly. Le frère de Jean-Frédéric meurt pendant cette bataille. Les vainqueurs envahissent alors le nord du duché de Wurtemberg malgré un traité de neutralité et y séjournent à plusieurs reprises durant les années qui suivirent, causant de grands dommages.

### Prince de Montbéliard
Il règne neuf ans sur la principauté de Montbéliard. Il se montre profitable au pays, comme le fut son père, tant sous le rapport matériel que moral et religieux. C'est l'époque où Albert d'Autriche, gouverneur des Pays-Bas et de la Franche-Comté, réclame la Principauté au nom de l'Espagne, pour la joindre à la Franche-Comté. Le prince Jean-Frédéric, craignant le pire, en appelle à Henri IV, roi de France. Il est vrai que ce dernier a une dette envers son père qui l'a bien aidé pécuniairement en son temps ; le litige interminable est au bout du compte transporté en terrain neutre, à Grenoble, devant son Parlement, qui est composé pour moitié et de protestants et de catholiques. Il confirme en 1612 que le comté de Montbéliard et les Quatre Terres : Blamont, Châtelot, Clémont et Héricourt sont bien indépendantes de la Franche-Comté, donc de l'Espagne.
Au cours de l'année 1617, Jean-Frédéric et ses frères : Louis-Frédéric de Wurtemberg, Jules-Frédéric, Frédéric-Achille et Magnus concluent entre eux une convention connue sous le nom de " traité des cinq frères ", en vertu de laquelle le comté de Montbéliard et toutes ses dépendances sont cédés à Louis-Frédéric. Jules-Frédéric reçoit les biens de Brenz et de Weiltingen. C'est ainsi que naquirent les deux branches parallèles des Wurtemberg-Montbéliard (éteinte en 1723) et Wurtemberg-Weiltingen (éteinte en 1792). Par ailleurs, ses deux derniers frères Frédéric-Achille et Magnis reçoivent les châteaux de Neuenstadt, respectivement de Neuenbürg. Comme ces deux frères meurent sans enfants, leurs possessions reviennent dans la ligne de Louis-Frédéric.
Jean-Frédéric continue de régner sur le Wurtemberg jusqu'à son décès en 1628.

## Descendance
Il a neuf enfants de Barbara-Sophie de Brandebourg (1584-1636) :
- Henriette de Wurtemberg (1610-1623) ;

- Frédéric de Wurtemberg (1612-1612), prince héritier de Wurtemberg ;

- Antonia de Wurtemberg (1613-1679)

- Eberhard III de Wurtemberg duc de Wurtemberg, ou Eberhard IX de Wurtemberg (1614-1674) ;

- Frédéric de Wurtemberg-Neuenstadt (1615-1682), duc de Wurtemberg-Neuenstadt, en 1653 il épouse Claire-Augusta de Brunswick-Wolfenbuttel (Maison de Brusnswick) (postérité) ;

- Ulrich de Wurtemberg-Neuenbourg (de) (1617-1671), duc de Wurtemberg-Neuenbourg, en 1647 il épouse la comtesse Sophie Dorothée de Solms-Sonnewalde (1622-1648). Devenu veuf, il épouse en 1651 Isabelle d'Arenberg (1623-1678) (postérité) ;

- Anne-Jeanne de Wurtemberg (1619-1679) ;

- Sybille de Wurtemberg-Stuttgart (1620-1707), en 1647, elle épouse Léopold-Frédéric de Wurtemberg, duc de Wurtemberg-Montbéliard.

- Eberthal de Wurtemberg (1623-1624).

Jean-Frédéric de Wurtemberg est l'ascendant agnatique (direct, de mâle en mâle) de Charles de Wurtemberg, chef de la maison de Wurtemberg de 1975 à sa mort en 2022, et, évidemment de son petit-fils et successeur Wilhelm de Wurtemberg, né en 1994.